# Synsepalum muelleri
Synsepalum muelleri là một loài thực vật có hoa trong họ Hồng xiêm. Loài này được (Kupicha) T.D.Penn. miêu tả khoa học đầu tiên năm 1991.